# Canadian Hockey League
CHL (ang. Canadian Hockey League, fr. Ligue Canadienne de Hockey, LCH – pol. Kanadyjska Hokejowa Liga) – juniorskie rozgrywki hokeja na lodzie ustanowione w Kanadzie.
Rozgrywki zostały założone w 1972. Składają się z trzech szczebli ligowych:
- Western Hockey League (WHL)
- Ontario Hockey League (OHL)
- Quebec Major Junior Hockey League (QMJHL)

Zwycięskie drużyny z każdej ligi rywalizują na koniec sezonu w turnieju o trofeum Memorial Cup.
Do występów w rozgrywkach są dopuszczeni zawodnicy w wieku 15-20 lat.
W sezonie 2012/2013 w trzech ligach uczestniczy łącznie 60 zespołów (52 kanadyjskie i 8 amerykańskich).